# Опала
Опа́ла — немилость со стороны монарха или иного могущественного и влиятельного человека.
В других источниках указано что Опа́ла — гнев, немилость властелина, вельможи, начальника, и государев гнев или царская опала которая встарь, влекла за собою ссылку и конечное разоренье, а также угроза — «быть в опале и казни» могла иметь разные последствия для лиц, нарушавших такую угрозу, в зависимости от общественного и служебного положения этих лиц и степени государева гнева.  
Опала чаще всего проявляется в следующих формах (Татищев отметил):
- Отказ короля видеть впавшего в немилость придворного («знатному не велят ко двору ездить»[4]);
- Прекращение общения, переписки и иных сношений («не велят съезжать, и сие как скоро объявят, обыкновенно черное платье надевали»[4]);
- Отстранение от всех должностей или понижение в должности («писали по городу в дворяне, отнимали чины»[4]);
- Приказ дворянину удалиться от двора и отправиться в ссылку (в деревенскую усадьбу, за границу — иногда под угрозой смерти в случае возвращения) то есть Депортация[5][6] («в деревне жить»[4]);
- «кинути в тюрьму»[4].

Монарх может также отобрать свои подарки, если они были им ранее дарованы. Опала может также служить предвестником более суровых наказаний, хотя такое происходило не всегда.
Изначально «опала» — гневное слово царя (великого князя), адресованное провинившемуся подданному, в котором гнев монарха сравнивается с испепеляющей молнией. Понятие об опале, видимо, появилось в обиходе с началом формирования единого Русского государства. 
Иностранные наблюдатели — служилый немец Конрад Буссов и польский интервент Станислав Немоевский — описали церемонию царской опалы, употреблявшуюся в конце XVI — начале XVII столетия сначала опальному объявляли его вину, после чего подвергали гражданской казни — выщипывали волосы из бороды. Это значило нанести человеку страшное бесчестье. Впавший в немилость сановник должен был носить черные одежды и выказывать смирение, снимая шапку перед встречными.